# Genuchus perditus
Genuchus perditus är en skalbaggsart som beskrevs av John Obadiah Westwood 1874. Genuchus perditus ingår i släktet Genuchus och familjen Cetoniidae. Inga underarter finns listade i Catalogue of Life.